# Syndicat général des personnels administratifs, techniques, scientifiques et infirmiers de la police
HORIZON-SGPATSI est un syndicat français représentant les personnels de soutien de la police française, qu'ils soient fonctionnaires ou contractuels, qu'ils relèvent de la fonction publique d'État ou de l'administration parisienne. Depuis 2006, le SGPATSI est membre de la Fédération générale autonome des fonctionnaires.
Créé en 2000, à la suite de la fusion du syndicat général de la police (SGP) et de la fédération à syndicat unique FO-Police, il était affilié à la fédération des syndicats généraux de la police (FSGP-FO) et à la confédération Force ouvrière (CGT-FO). 
Il était alors connu sous le sigle SGPATSI-FO.
Lors du congrès des 24 et 25 mai 2004, le syndicat décide de se désaffilier de la FSGP-FO en affirmant vouloir plus d'indépendance dans son action. 
Par la suite, le SGPATSI prend le nom de HORIZON-SGPATSI. En 2006, il rejoint la Fédération générale autonome des fonctionnaires